# Ajanluk
Ajanluk je bio jedinica lokalne uprave u Osmanskom Carstvu koja se pojavila u 18. stoljeću zbog pojave raznih poslova koje nije pokrivala ranija lokalna uprava, a na čelu ajanluka bio je ajan. Ajanska dužnost davala je vrlo veliku moć i priliku za bogaćenje nositeljima te dužnosti. Zbog toga su ajani bili prepreka modernizacijskim reformama u Osmanskom Carstvu, a na nekim mjestima, kao u Bosni i Hercegovini su morali biti silom iskorijenjeni.

## Povijest
U organizaciji lokalne uprave u Osmanskom Carstvu polovicom 17. stoljeća nastupile su značajne promjene pojavom
vilajetskih ajana (uglednih ljudi), koji su u 18. stoljeću postali organi lokalne uprave. Od polovice 17. stoljeća vilajetski ajani zajedno s kadijama i drugim upravnim dužnosnicima počinju vršiti raspored općedržavnih nameta za stanovništvo, organizirati kolektivno suzbijanje hajdučije i nereda u provincijama, prijenos pošte od Carigrada u provincije, maksimizirati cijene hrane, mobilizirati sposobno muslimansko stanovništvo u vojsku i provoditi ih na razne bojišnice. Pojava mnogobrojnih poslova u 18. stoljeću koji nisu bili u nadležnosti niti jednog ranijeg organa lokalne uprave uvjetovao je pojavu jedne nove upravne dužnosti pod nazivom ajanluk.
U početku su ajani bili birani. U njihovom su izboru po nekim mjestima sudjelovali i kršćani. Međutim, biranje ajana uskoro je potisnuto. Kako je ajanska dužnostu daval mogućnost za bogaćenje obnašatelja ajanske dužnosti, pojedinci iz redova gornjih slojeva osmanskog društva koji su na početku bili nositelji te dužnosti, vrlo su se rano počeli boriti za tu dužnost. Polovicom 18. stoljeća zbog toga su se razbuktali brojni mali ratovi za ajanluk iz kojih su kao pobjednici izlazili najbogatiji i najutjecajniji pojedinci iz povlaštenog društva.
Pojedini ajani nisu bili zadovoljni ni takvim ovlastima, pa počinju širiti svoje nadležnosti izvan granica kadiluka na čitave provincije, te takvim postupanjem počinju sužavati autoritet središnjih vlasti. To je izazvalo reakciju sultana koji su se odlučili obračunati s ajanskom anarhijom. Međutim, to je uspio tek sultan Mahmud II. Mahmud je tijekom drugog, trećeg i četvrtog desetljeća 19. stoljeća uspio iskorijeniti ajanske obitelji i tako stvoriti uvjete za modernizaciju osmanske vojske i uprave. Uništenjem ajanluka, Mahmud je stvorio novu jedinicu lokalne uprave - muselimluke, na čelu kojih su bili muselimi.

### Bosna i Hercegovina
Ajanska dužnost u Bosni i Hercegovini nešto se razlikovala od ostatka Carstva. Ajani u Bosanskom pašaluku bili su nasljedni kapetani. Kapetanije su se u Bosni i Hercegovini počele uvoditi još u 16. stoljeću. Kao zapovjednik cijele vojske na području kapetanije bio je kapetan. Dužnost kapetana davala se spahijama, pa se kao prvi kapetani pojavljuju istaknute timarlije, zaimi itd. Kapetani su bili kasnije nagrađivani novčanim nagradama koje su bile izjednačene prihodima sa zijameta.
Kada se pojavila potreba da se pomoću vilajetskih ajana rješavaju poslovi, kapetani počinju obnašati i te dužnosti. Tako u velikom broju kadiluka u Bosni i Hercegovini dolazi do spajanja kapetanske i ajanske dužnosti čime kapetani postaju najistaknutiji nositelji političke vlasti na području kapetanije. Kako je dužnost kapetana bila nasljedna, tako je u Bosni i Hercegovini od početka pojave ajanskih dužnosti i ta dužnost bila nasljedna unutar jedne obitelji. Na područjima gdje nije bilo kapetana, ajansku dužnost obnašali su istaknuti begovi, no i tamo je ubrzo ajanska dužnost postala nasljedna.
Proces uništavanja ajanskog sustava poduzet od sultana Mahmuda II. zahvatio je i Bosanski pašaluk. Sultan Mahmud poslao je nekoliko vezira u Bosanski pašaluk s ciljem da dovedu u red bosanske ajane. Kada je postalo nemoguće nagoditi se s njima, ajani organizirano nastupaju protiv sultana. Na čelo bosanskih ajana stavio se Husein-kapetan Gradaščević koji je na čelo ajana izabran na skupu ajana u Tuzli. Prvi sukob između pobunjenih ajana i carske vojske dogodio se na Kosovu Polju gdje su pobijedili pobunjeni ajani. Međutim, sultan je uspio stvoriti nesuglasicu između bosanskih ajana i vještom taktikom privremeno umirio Husein-kapetana. Nakon što se vratio u Bosanski pašaluk, Husein-kapetan se proglasio vezirom.
Protiv Huseina-kapetana svrstao se Ali-paša Rizvanbegović oko kojeg su se okupili hercegovački ajani. Ali-pašina desna ruka bio je gatačko-pivski kapetan Smail-aga Čengić. Svojim doprinosom, Ali-paša je nagrađen naslovom paše i dana mu je uprava nad Hercegovačkim sandžakom koji je uzdignut na razinu pašaluka 1833.
Konačno 1835. ukinut je ajanski i kapetanski sustav u Bosni i Hercegovini, a na njihovo mjesto uvedeni su muselimluci na čelu kojih su bili muselimi. Unatoč tome, u Bosni i Hercegovini se stvari nisu bitnije izmijenile jer su muselimi često bili bivši kapetani i ajani. Ukidanjem kapetanija nisu iskorijenjeni raniji bosanskohercegovački feudalci. Konačnu izmjenu napravio je Omer-paša Latas 1850. koji je pobio sve ranije ajane.